# Santec
Santec település Franciaországban, Finistère megyében. Lakosainak száma 2435 fő (2022. január 1.). Santec Plougoulm, Roscoff és Saint-Pol-de-Léon községekkel határos.

## Népesség
A település népessége az elmúlt években az alábbi módon változott:
| Lakosok száma | 2032 | 2147 | 2208 | 2266 | 2335 | 2350 | 2409 | 2393 | 2385 | 2435 |
|               | 1968 | 1982 | 1990 | 2006 | 2013 | 2015 | 2017 | 2019 | 2020 | 2022 |